# Hypomecis lioptilaria
Hypomecis lioptilaria là một loài bướm đêm trong họ Geometridae.